# 小山ヶ丘
小山ヶ丘（おやまがおか）は、東京都町田市の町丁。現行行政地名は小山ヶ丘一丁目から六丁目。郵便番号は194-0215。

## 地理
町田市北西部に位置する。東で上小山田町、南で小山町、西で相原町、北で八王子市南大沢・鑓水と隣接する。東西に細長い地域であり、多摩ニュータウンの最西端に位置する。
多摩境駅前に存在した大型商業施設「アクロス多摩境」閉鎖後の跡地では2012年以降、大型マンションやロードサイド型飲食店などが建設された。
街の中心を走る多摩境通りは、市の「景観形成誘導地区」に定められており、車道の拡幅により交差点近辺では3車線に工事が施工された。当該工事により渋滞が発生し難くなっており、以前からの慢性的な渋滞は多少緩和された。
二丁目には工業団地「まちだテクノパーク」がある。
ごみ収集については、当地区が多摩ニュータウン地区に属することから、市内の他の地域とは異なり、多摩市にある「多摩清掃工場」に搬入されて処理される。そのため、ごみの分別ルールも市内の他地域と一部異なる。

### 地価
住宅地の地価は、2021年（令和3年）1月1日の公示地価によれば、小山ヶ丘5丁目23番9の地点で17万0000円/m2となっている。

## 歴史
元は小山町・相原町の一部だったが、京王相模原線の新駅（多摩境駅）を誘致するため、当地を多摩ニュータウンの開発地区として分割し、のちに町名を「小山ヶ丘」とした。

### 沿革
- 1991年（平成3年）4月6日 - 多摩境駅が開業する[10]。
- 1999年（平成11年）12月 - 多摩境駅西口にアクロス多摩境が開業[11]。
- 2002年（平成14年）4月1日 - 多摩ニュータウンの開発地区のうち、町田市域内の上下水道管理を東京都から町田市へ移管[12]。
- 2004年（平成16年）4月1日 - 小山町、相原町の一部より小山ヶ丘一丁目〜六丁目を新設[13]。
- 2011年（平成23年）3月11日 - 東日本大震災が発生、町内のコストコ多摩境倉庫店が被災し、立体駐車場のスロープが崩落して2人死亡、8人負傷。
- 2012年（平成24年）3月 - アクロス多摩境が閉店、のち施設も解体[14]。
- 2023年（令和5年）12月6日 - 多摩境駅東口に「京王多摩境駅前ビル」が開業[15][16]。

## 世帯数と人口
2020年（令和2年）1月1日現在の世帯数と人口は以下の通りである。
| 丁目           | 世帯数    | 人口     |
| -------------- | --------- | -------- |
| 小山ヶ丘一丁目 | 707世帯   | 1,759人  |
| 小山ヶ丘二丁目 | 233世帯   | 661人    |
| 小山ヶ丘三丁目 | 738世帯   | 1,585人  |
| 小山ヶ丘四丁目 | 1,661世帯 | 4,554人  |
| 小山ヶ丘五丁目 | 921世帯   | 2,472人  |
| 小山ヶ丘六丁目 | 229世帯   | 784人    |
| 計             | 4,489世帯 | 11,815人 |

## 小・中学校の学区
市立小・中学校に通う場合、学区は以下の通りとなる。
| 丁目           | 番地                              | 小学校                 | 中学校             | 選択可能校         |
| -------------- | --------------------------------- | ---------------------- | ------------------ | ------------------ |
| 小山ヶ丘一丁目 | 全域                              | 町田市立小山中央小学校 | 町田市立小山中学校 |                    |
| 小山ヶ丘二丁目 | 全域                              | 町田市立小山中央小学校 | 町田市立小山中学校 |                    |
| 小山ヶ丘三丁目 | 全域                              | 町田市立小山中央小学校 | 町田市立小山中学校 |                    |
| 小山ヶ丘四丁目 | 1～4番地                          | 町田市立小山中央小学校 | 町田市立小山中学校 |                    |
| 小山ヶ丘四丁目 | その他                            | 町田市立小山ヶ丘小学校 | 町田市立堺中学校   |                    |
| 小山ヶ丘五丁目 | 8～17番地 18番地の1～2 19～21番地 | 町田市立小山ヶ丘小学校 | 町田市立堺中学校   | 町田市立小山中学校 |
| 小山ヶ丘五丁目 | 18番地の3～8 22～44番地           | 町田市立小山ヶ丘小学校 | 町田市立堺中学校   |                    |
| 小山ヶ丘五丁目 | その他                            | 町田市立小山中央小学校 | 町田市立小山中学校 |                    |
| 小山ヶ丘六丁目 | 全域                              | 町田市立小山ヶ丘小学校 | 町田市立堺中学校   |                    |

## 交通

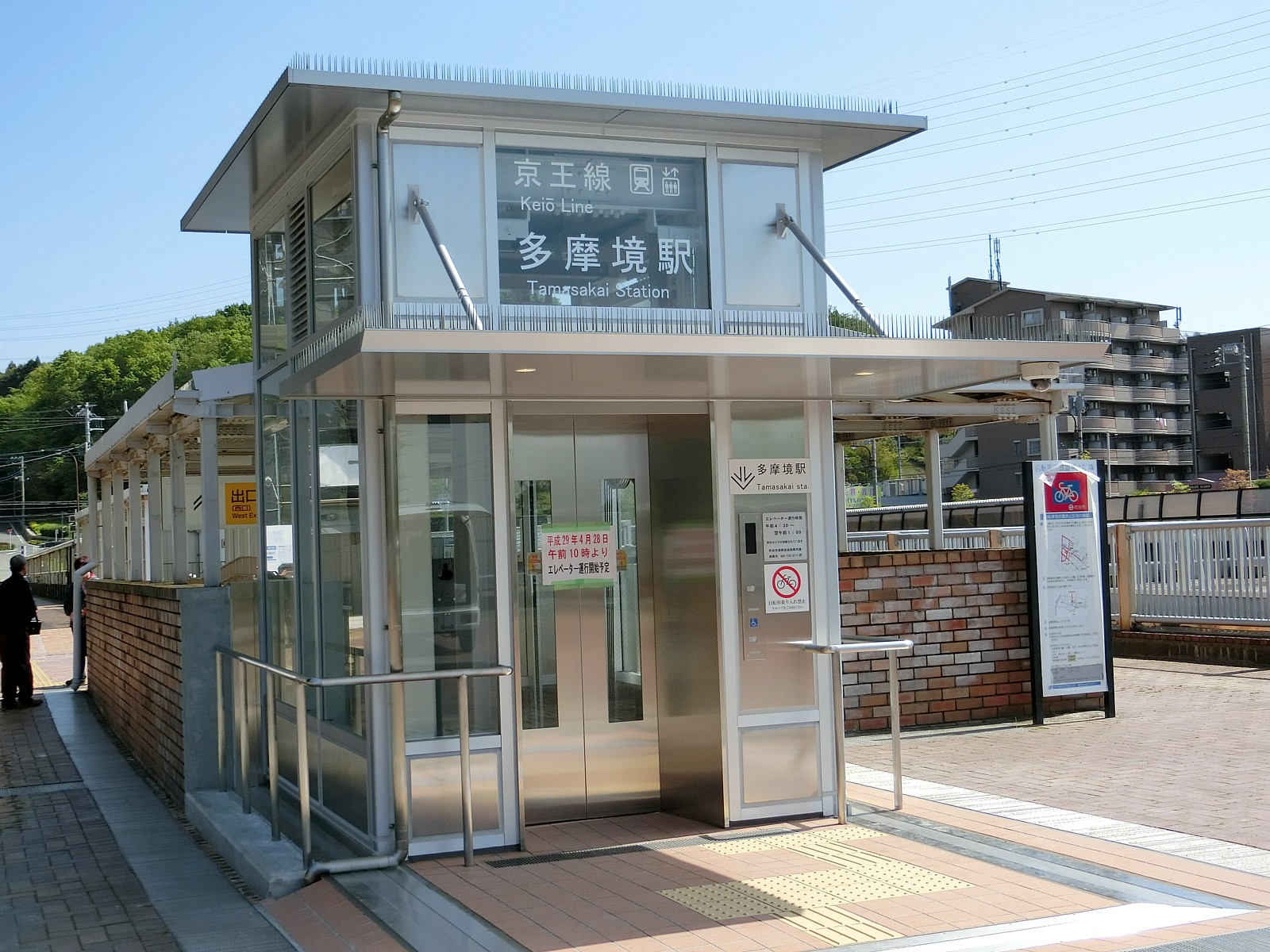
多摩境駅西口

### 鉄道
京王電鉄
 相模原線：多摩境駅

### 路線バス
神奈川中央交通により、以下の路線が運行されている。
- 「多摩境駅」バス停留所などから町田バスセンター行き（一部便は町田ターミナル行き）、橋本駅北口行きなどがある。
- 「小山ヶ丘一丁目」バス停留所などから淵野辺駅北口行きなどがある。

### 道路
- 国道16号
- 東京都道503号相模原立川線（南多摩尾根幹線）
  - 小山沼陸橋（南多摩尾根幹線）
- 東京都道158号小山乞田線（多摩ニュータウン通り・南多摩尾根幹線）
  - 小山内裏トンネル（多摩ニュータウン通り）
  - 小山長池トンネル（南多摩尾根幹線）
- 多摩境通り
- 町有橋・高ヶ谷戸橋
- 久保ヶ谷戸通り

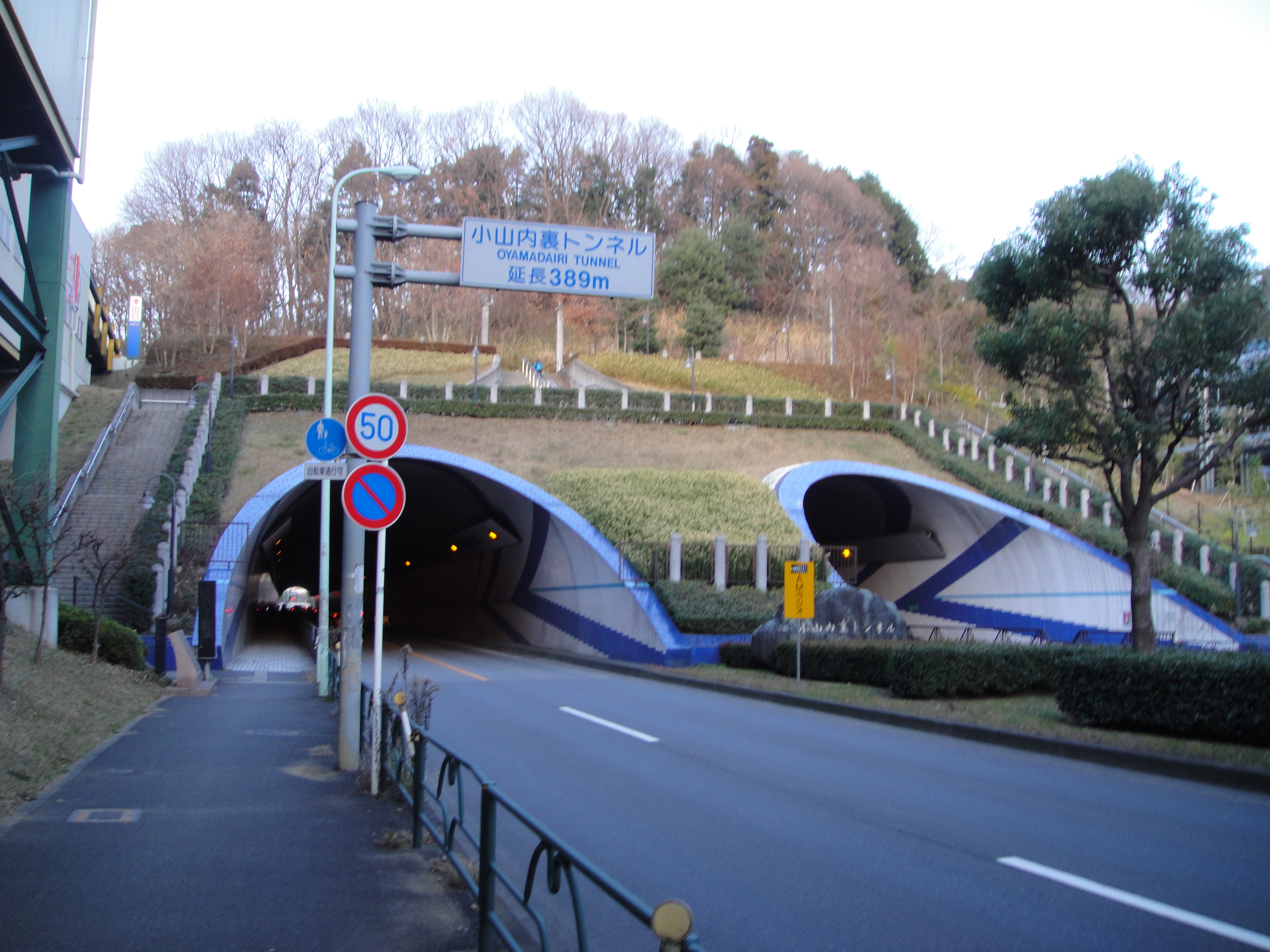
小山内裏トンネル
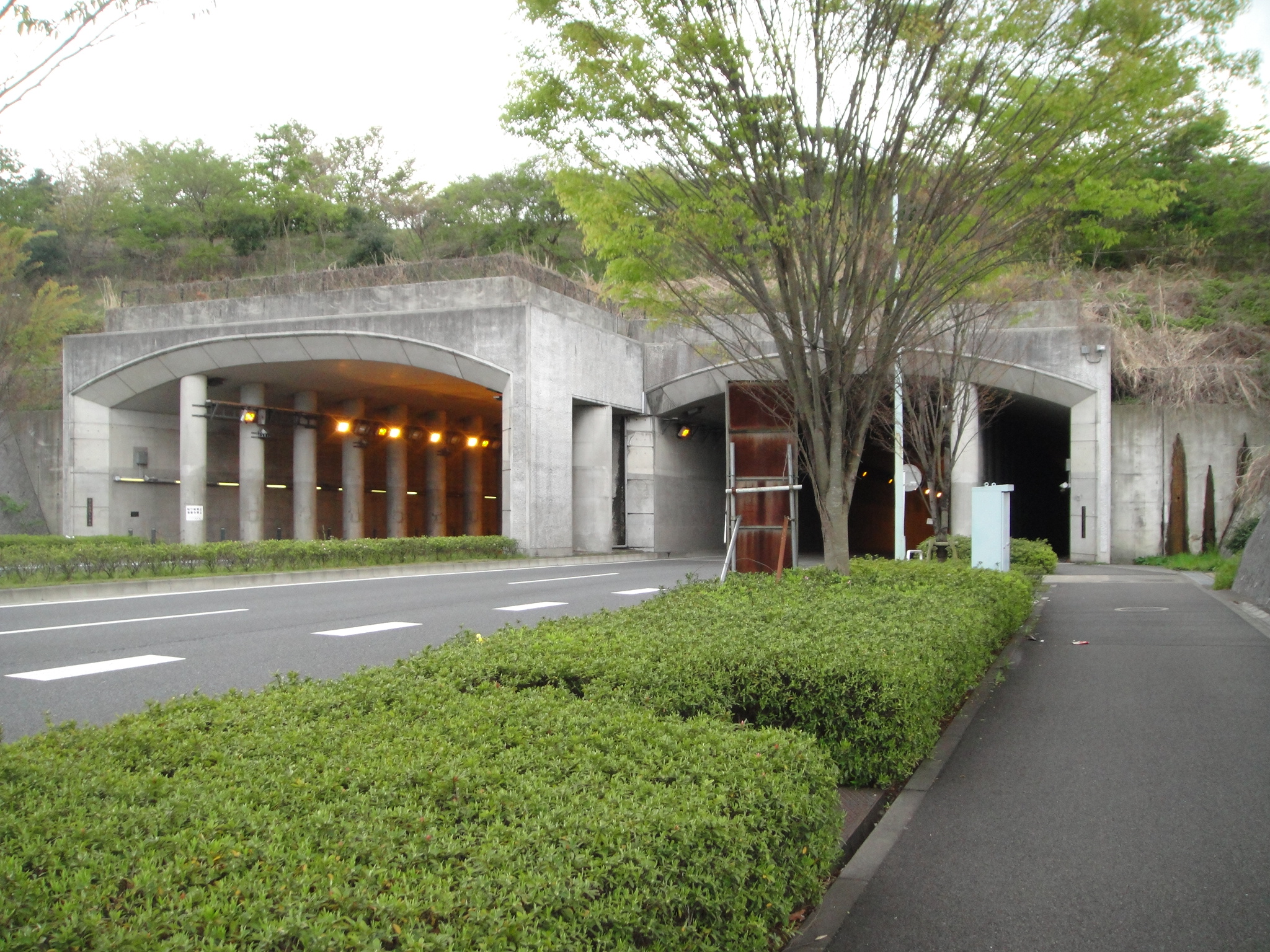
小山長池トンネル

## 施設
文化
- 町田市子どもセンターぱお分館 WAAAO（わーお）- 高層マンション「ゲートヒルズ多摩境パークフロント」3階。アクロス多摩境の跡地の一部に建設。

教育
- 小学校
  - 町田市立小山ヶ丘小学校 - 2005年（平成17年）4月1日開校。市内では21年ぶりに、統廃合以外での公立小学校新設となった。
  - 町田市立小山中央小学校 - 2010年（平成22年）4月1日開校。太陽光パネルが設置されている。
- 中学校
  - 町田市立小山中学校 - 2012年（平成24年）4月1日開校。
- 高等専門学校
  - サレジオ工業高等専門学校 - 2005年（平成17年）杉並区より移転。移転に伴い「育英工業高等専門学校」から校名変更。

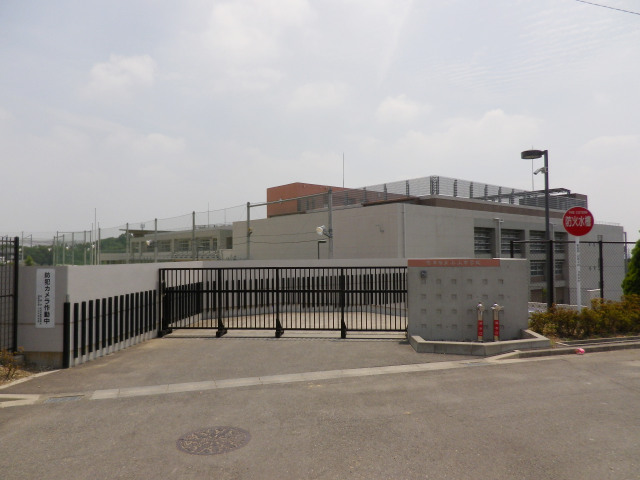
町田市立小山中学校
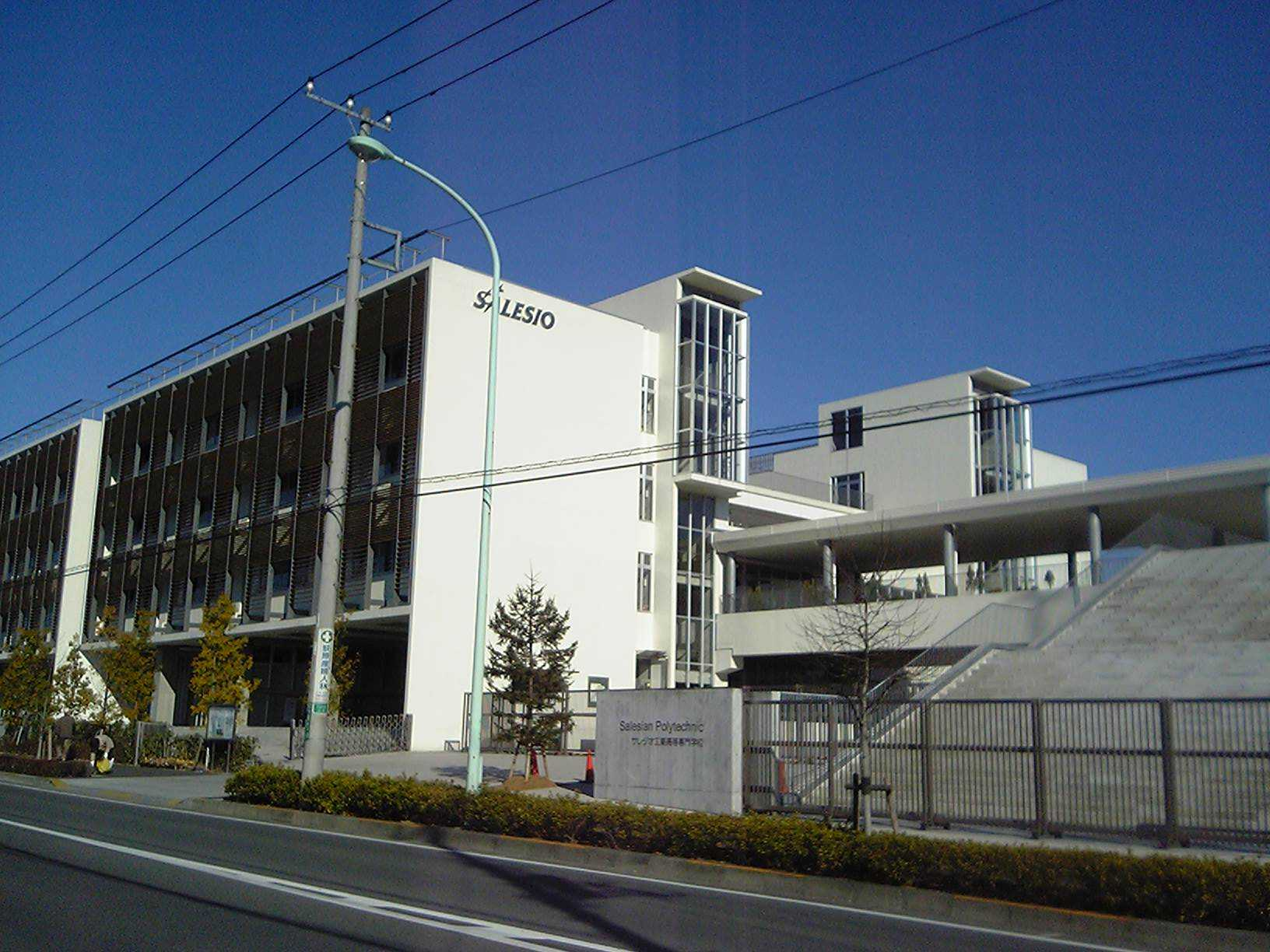
サレジオ工業高等専門学校

商業

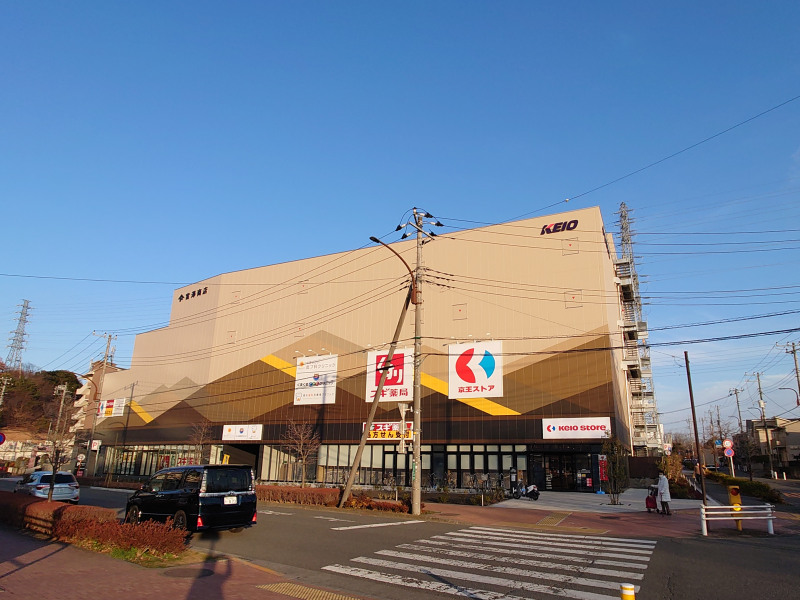
京王多摩境駅前ビル
（2023年12月6日開業）

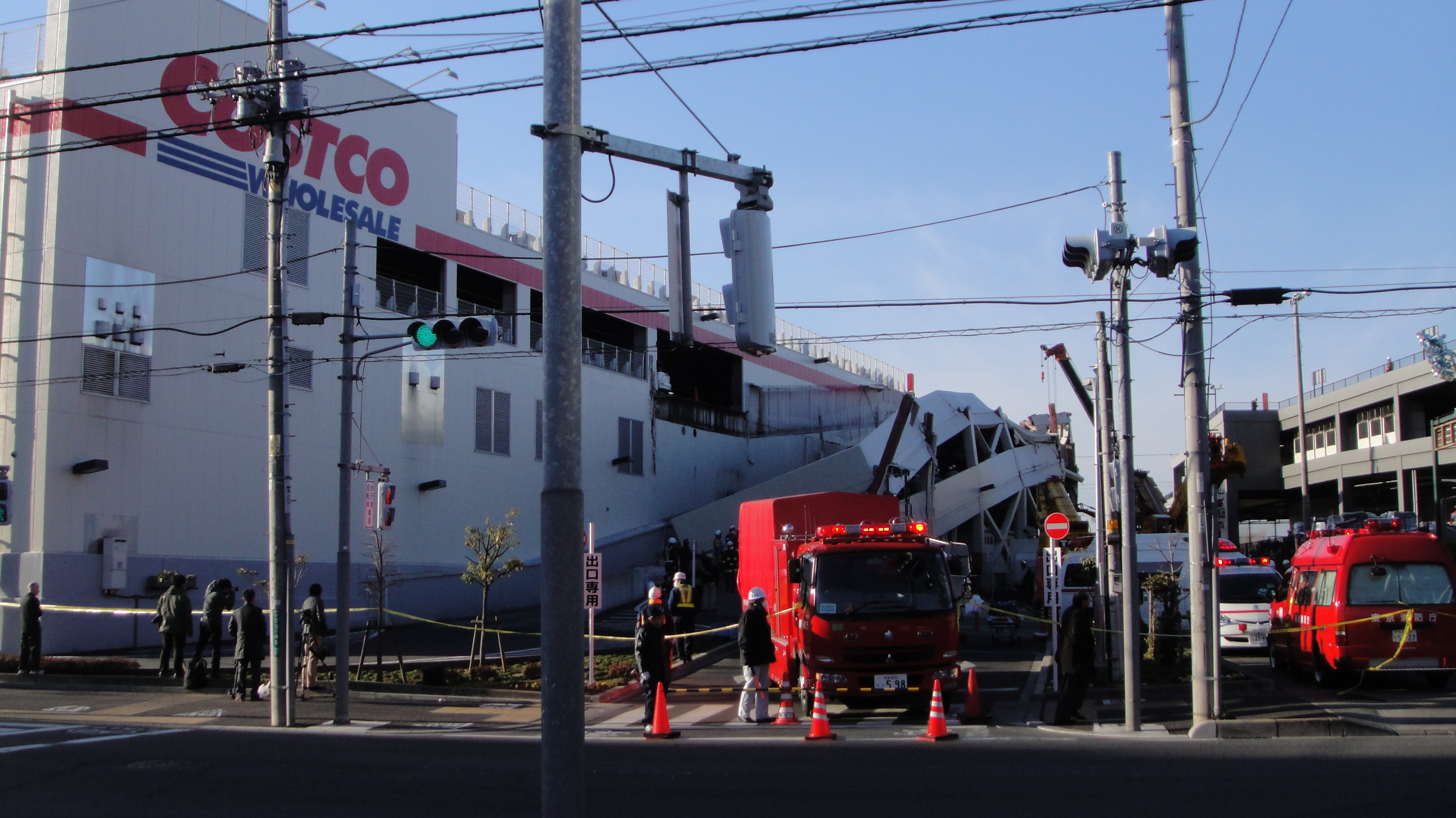
東日本大震災で被災し、立体駐車場のスロープが崩落したコストコ多摩境倉庫店
（2011年3月12日撮影）

- 京王多摩境駅前ビル - 2023年12月6日開業。
  - 京王ストア多摩境店
  - スギ薬局多摩境駅前店
- コピオ多摩境 - 2005年7月開業。
  - スーパーアルプス多摩境店 - アクロス多摩境から移転。
  - スギ薬局コピオ多摩境店
- MrMax町田多摩境ショッピングセンター - 2007年7月19日開業。
  - MrMax町田多摩境店 - 東京都内1号店。
- 西松屋町田多摩境店 - アクロス多摩境の跡地の一部。
- コストコ多摩境倉庫店
  - 東日本大震災で被災し、立体駐車場のスロープが崩落して2人が死亡、8人が負傷した[18][19][20]（町田市の資料では13人負傷としている[21]）。これについては施工ミスの疑いありとして建設会社社長ら4人が書類送検されたが[22]、3人は不起訴、1人は裁判で無罪とされた[23][24]。
- カインズ町田多摩境店（本館・資材館PRO）
- オートバックス多摩境店 - アクロス多摩境から移転。
- トイザらス・ベビーザらス町田多摩境店

ホテル
- ラクシオ・イン

医療
- 京王多摩境駅前ビル内 クリニックモール
- 医療法人社団康心会 ふれあい町田ホスピタル

企業
- 富澤商店本社・多摩倉庫 - 京王多摩境駅前ビル内
- まちだテクノパーク
- サンリオディストリビューションセンター
- ディノスロジスティクスセンター東京
- 新陽社多摩境テクノセンター（製造本部）
- オーク製作所本社
- 三晃電気本社
- 東京航空計器本社
- ユーロテック本社
- 石橋財団アートリサーチセンター

公園
- 小山内裏公園
- 小山多摩境公園
- 小山馬場谷戸公園
- 小山上沼公園
- 小山白山公園
- 小山田端自然公園
- 三ツ目山公園
- 小山片所谷戸緑地

神社
- 札次神社

その他
- エニタイムフィットネス多摩境店 - トレーニングジム